# Паднево
Паднево (пол. Padniewo, нім. Hartfeld) — село в Польщі, у гміні Моґільно Моґіленського повіту Куявсько-Поморського воєводства.
Населення — 308 осіб (2011).
У 1975-1998 роках село належало до Бидгощського воєводства.

## Демографія
Демографічна структура станом на 31 березня 2011 року:
|          | Загалом | Допрацездатний вік | Працездатний вік | Постпрацездатний вік |
| -------- | ------- | ------------------ | ---------------- | -------------------- |
| Чоловіки | 154     | 34                 | 110              | 10                   |
| Жінки    | 154     | 30                 | 97               | 27                   |
| Разом    | 308     | 64                 | 207              | 37                   |